# 진용섭 (경찰)
진용섭(陳瑢燮, ? ~ ?)은 일제강점기의 경찰로, 본적은 경상북도 대구부이다.

## 생애
1929년 11월 16일 조선총독부 순사로 임명되었으며, 1934년 전라남도 경찰부 고등경찰과 순사부장으로 임명되었다. 전라남도 경찰서에 근무하면서 전남운동협의회 관련자들을 체포하는 공을 세웠다. 진용섭은 전라남도 강진군의 한 주재소에서 발생한 방화 사건을 수사하면서 이 사건의 배후에 비밀결사가 있음을 탐지했다. 결국 전라남도 해남군을 중심으로 전라남도 일대에 대대적인 검거 선풍이 일어나 총 558명이 체포되는 대형 사건으로 비화되었다.
전남운동협의회는 일본의 사회주의 운동에 영향을 받았거나 광주학생운동에 참가했던 전남 지역 노동자와 지식인들이 적색노조 건선을 위해 조직한 단체였다. 일제 강점기의 최대 규모 농민운동으로 꼽힐 만큼 방대한 조직을 농촌 지역에 건설했지만, 노주봉과 진용섭 등 전남경찰부 순사들에게 적발되어 와해되고 만다.
이 사건 외에도 조선공산주의자협의회 간부로서 수배 중이던 김상혁을 검거하기 위해 여성 조직원을 체포, 취조하였다. 당시 진용섭은 피곤을 무릅쓰고 광주의 빈민가와 노점을 샅샅이 뒤지는 열성을 보였다. 1934년에는 광주학생운동 관련자를 중심으로 조직된 광주노동조합건설준비위원회를 적발하는 등 전라남도 지역 민족운동 탄압에 앞장섰다.
1936년부터 1937년까지 경상남도 경찰부 고등경찰서 순사부장을 역임했으며, 1938년부터 1941년까지 경상남도 북부산경찰서 순사주임 겸 고등계 주임을 역임했다.
2007년 대한민국 친일반민족행위진상규명위원회가 발표한 친일반민족행위 195인 명단 중 경찰 부문에 포함되었으며, 2008년에 공개된 민족문제연구소의 친일인명사전 수록예정자 명단에도 포함되었다.

## 참고 자료
- 친일반민족행위진상규명위원회 (2007년 12월). 〈진용섭〉 (PDF). 《2007년도 조사보고서 II - 친일반민족행위결정이유서》. 서울. 1496~1502쪽쪽. 발간등록번호 11-1560010-0000002-10. [깨진 링크(과거 내용 찾기)]